# Lisztomania

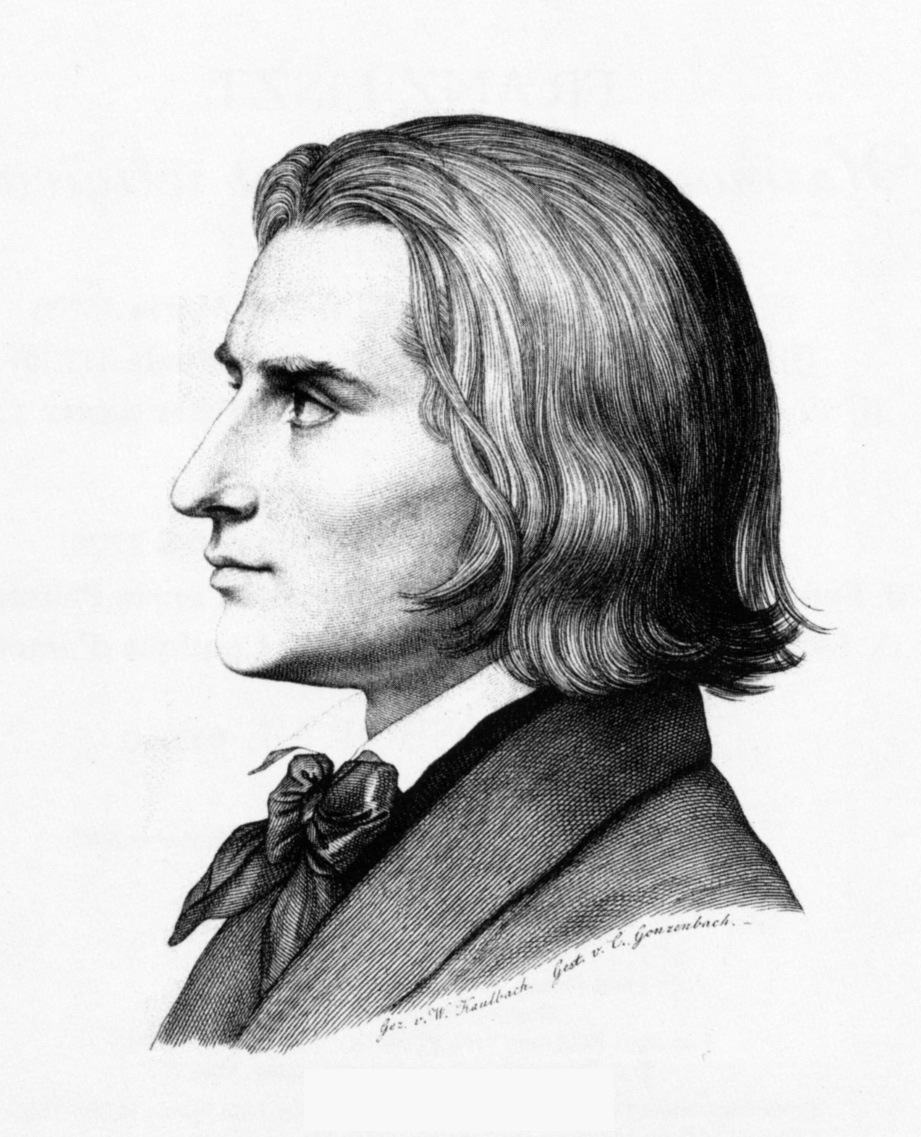
Liszt em 1843

Lisztomania ou febre de Liszt foi o intenso frenesi motivado pelo compositor húngaro Franz Liszt durante suas apresentações. A primeira vez em que se registrou tal frenesi ocorreu em Berlim em 1841, tendo o termo sido criado mais tarde por Heinrich Heine em um folhetim escrito por ele em 25 de abril de 1844, ao discutir a temporada de concertos daquele ano em Paris. Lisztomania foi caracterizada por níveis elevados de histeria de fãs, comparável ao tratamento dado às celebridades da música na atualidade, mas em um tempo não conhecido por tal agitação musical.

## Contexto
Franz Liszt começou a ter aulas de piano aos sete anos com seu pai Adam Liszt, um músico talentoso que tocava piano, violino, violoncelo e violão, além de ter conhecido pessoalmente compositores do quilate de Joseph Haydn, Johann Nepomuk Hummel e Ludwig van Beethoven. Aos 11 anos, Franz Liszt já compunha e se apresentava em concertos. Enquanto amadurecia, Liszt continuava a estudar e a desenvolver sua capacidade como pianista.
Em 1839 Liszt iniciou uma extensa turnê pela Europa, a qual se estendeu pelos próximos oito anos. Este período foi o período mais brilhante dele como concertista, tendo recebido muitas honrarias e adulação. Certos estudiosos descreveram esses anos como sendo de uma "execução transcendental" para Liszt. Durante esse período, apareceram os primeiros relatos de reações intensas dos fãs de Liszt, mais tarde referidas como Lisztomania.
Liszt chegou a Berlim por volta do Natal de 1841 e a notícia espalhou-se rapidamente. Naquela noite, um grupo de 30 estudantes fez-lhe uma serenata com uma performance de sua canção "Rheinweinlied". Seu primeiro recital na cidade ocorreu em 27 de dezembro de 1841, na Sing-Akademie zu Berlin, diante de uma multidão entusiasmada. Esta apresentação foi descrita mais tarde como o marco inicial da Lisztomania, que varreria boa parte da Europa após 1842.

## Características
A Lisztomania caracterizou-se como uma reação histérica a  Liszt e seus concertos. Relatos descreviam o ato de ver Liszt tocar como algo que elevava a audiência a um nível comparável ao de um êxtase místico. Admiradores de Liszt juntavam-se em enxames, brigando por seus lenços e luvas. Fãs ostentavam seu retrato em broches e camafeus. As mulheres tentavam obter mechas de cabelo do compositor e sempre que uma corda do piano se rompesse, admiradores acorriam para pegá-la e fazer dela um bracelete. Algumas fãs carregavam ampolas de vidro para colocar a borra dos cafés por ele tomados. De acordo com um relato:
Liszt certa vez lançou fora um toco de cinzas de seu charuto na rua sob o olhar atento de uma apaixonada dama-de-honra, pegando-o reverentemente da sarjeta, emoldurando-o em um medalhão e envolvendo-o com o monograma "F.L." em diamantes, seguindo em suas tarefas habituais sem importar-se com o odor nauseabundo com o qual o medalhão ficou.

## Criação e uso do termo
O escritor Heinrich Heine cunhou o termo Lisztomania para descrever a descarga de emoções que acompanhou Liszt e suas apresentações. Heine escreveu uma série de folhetins musicais discutindo a música da época. Seu ensaio sobre a temporada musical de 1844, escrita em Paris em 25 de abril de 1844, é o primeiro lugar no qual ele usa o termo Lisztomania:
Quando anteriormente eu ouvi falar de surtos de desmaios ocorridos na Alemanha e especialmente em Berlim, quando Liszt lá se apresentou, encolhi meus ombros com pena e pensei: a quieta e sabatariana Alemanha não deseja perder a oportunidade de ter o mínimo exercício necessário... No caso deles, penso eu, é uma questão do espetáculo pelo espetáculo...Assim eu explico esta Lisztomania e a olho como sinal da condição de falta de liberdade existente além do Reno. Ainda que eu estivesse errado, depois de tudo, sem ter notado isto até a semana passada, na Casa de Ópera Italiana, onde Liszt deu seu primeiro concerto...Não se tratava da audiência germanicamente sentimental, diante da qual Liszt tocou, completamente sozinho, ou apenas acompanhado por seu gênio. E ainda assim, quanto a sua mera aparição convulsivamente os afetos! Quão tempestuoso foi o aplauso que soou para saudá-lo!...Que aclamação! Uma autêntica insanidade, sem precedentes nos anais do furor!
O musicologista Dana Gooley argumenta que o uso por Heine do termo "Lisztomania" não foi usado da mesma forma que o termo "Beatlemania" foi usado para descrever a emoção intensa direcionada ao grupo The Beatles no século XX. Pelo contrário: a Lisztomania teve muito mais ênfase médica porque o termo "mania" era muito mais forte na década de 1840, ao passo que no século XX "mania" poderia referir-se a algo leve, como uma moda. A Lisztomania, por sua vez, era considerada por alguns como uma condição médica contagiosa, à qual os críticos sugeriam que se tomasse medidas para imunizar o público.
Alguns críticos da época pensavam que a Lisztomania, ou "febre de Liszt" como era às vezes chamada, refletiva as atitudes dos berlinenes e dos alemães do norte, uma vez que as cidades do sul da Alemanha não tiveram tais episódios, em função de diferença na constituição da população. Como relatado em um jornal de Munique em 1843:
A febre de Liszt, um contágio que atinge toda cidade que nosso artista visita, da qual nem a idade nem a sabedoria podem proteger, parece aparecer aqui somente esporadicamente, a casos asfixiantes tão frequentemente relatados nas capitais do norte não precisam ser temidos por nossos residentes, de constituições mais robustas.

## Causas
Não havia causa conhecida para a Lisztomania, mas houve tentativas de explicar a condição. Heine tentou explicar a causa da Lisztomania na mesma carta na qual usou o termo pela primeira vez. Assim ele escreveu:
Qual é a razão desse fenômeno? A solução dessa questão reside no domínio da patologia em vez do da estética. Um médico, cuja especialidade está nas doenças femininas e a quem eu pedi que explicasse a mágica que nosso Liszt exerce sobre o público, sorriu da maneira mais estranha possível, e ao mesmo tempo disse todo tipo de coisas sobre magnetismo, galvanismo, eletricidade, do contágio que o salão fechado com incontáveis luzes de velas acesas e várias centenas de seres humanos perfumados e perspirantes, de epilepsia histérica, do fenômeno das cócegas, de cantáridas musicas e de outras coisas escabrosas, as quais, eu acredito que se refiram aos mistérios da Bona Dea. Talvez a solução da questão não esteja em tais profundidades, mas flutue numa superfície mais prosaica. A mim me parece que às vezes toda esta feitiçaria se explique pelo fato de que ninguém na terra conheça tão bem como organizar seus sucessos, ou preferivelmente seu mise en scène, quanto o nosso Franz Liszt.
Dana Gooley argui que diferentes pessoas atribuem a causa da Lisztomania no público de Berlim de maneiras diversas, baseadas em suas propensões políticas; além disso, aqueles que tinham uma visão progressista acreditavam que a descarga emocional nas multidões berlinenses era principalmente um efeito colateral de um estado repressor e censório e que o entusiasmo por Liszt era algo "compensatório, uma substituição ilusória para a falta de ação e participação pública entre os berlinenses". A visão positiva oposta da Lisztomania era a de que se caracterizava como resposta à grande benevolência e caridade de Liszt. Esta visão era explicada como se segue:
A visão otimista e popular da retórica de Frederico Guilherme IV , com sua promessa de reformas sociais liberais, predispôs o público berlinense a apreciar as várias ações de Liszt em prol de causas humanitárias e de caridade, como se vissem e em seu monarca ecos na benevolência de Liszt. Mas significativamente, acharam evidência de esta não estar somente em suas doações. Sua abertura pessoal, seu comportamento para com as audiências, e seu estilo pessoal de apresentação também tornaram-se todos emblemas de "caridade".
Um fator que contribuiu para a Lisztomania é assumir também que Liszt, em sua juventude, era conhecido por sua boa estampa.